# Оконные мухи
Темнушки, или оконные мухи, или мухи-темнушки (лат. Scenopinidae) — семейство насекомых из отряда двукрылых, подотряда короткоусых.

## Внешнее строение
Мухи мелкого, реже среднего размера (2—6 мм) с уплощённым телом. Окраска преимущественно чёрная, иногда с белыми полосами на брюшке. 

Жилкование крыла Scenopinus
Жилкование крыла Pseudatrichia

## Биология
Мухи в основном придерживаются сухих местообитаний, встречаются среди травянистой растительности в степях, полупустынях, Питаются на цветках с открытыми нектарниками. Некоторые виды (Scenopinus fenestralis Meigen и S. glabrifrons  Meigen Meigen), иногда в массе встречаются в домах и на окнах. Личинки ведут хищный образ жизни, очень подвижные. Способные высоко подпрыгивать, нападать на клещей, личинок жуков и гусениц бабочек. Встречаются в сухих растениях, трухе дупел, в ходах в древесине, в сухих трутовиках, в гнёздах млекопитающих, птиц, термитов и ос, в домах (в скоплениях пыли). Синантропным видам (Scenopinus fenestralis Meigen и близкие к нему) местами обитания в домах могут служить скопления пыли под коврами, гнёзда ласточек, голубятни, курятники. Некоторые личинки рода Scenopinus Latreille способны вызывать миазы у человека.

## Классификация и распространение
Распространены всесветно, но особенно многочисленны в аридных и семиаридных регионах. В мировой фауне известно около 420 видов из 26 родов. В Палеарктике отмечено около 70 видов из 8 родов. В России найдено около 20 видов. Некоторые виды — космополиты. Ископаемые впервые отмечены в эоцене.
- Подсемейство Caenotinae Yeates, 1992
  - Caenotus Cole, 1923 — Неарктика, 5 видов[7].
- Подсемейство Proratinae Theodor, 1983
  - Alloxytropus Bezzi, 1925 — Палеарктика, 5 видов[7].
  - Acaenotus Nagatomi & Yanagida, 1994 — Неарктика, 1 вид[7][8].
  - Caenotoides Hall, 1972 — Неарктика, 3 вида[8].
  - Jackhallia  Nagatomi & Liu, 1994 — Аргентина, 1 вид[8].
  - Prorates Melander, 1906 — Неарктика, 7 видов[8].
- Подсемейство Scenopininae Westwood, 1840
  - Belosta Hardy, 1944 — Неарктика, 7 видов[9].
  - Brevitrichia Hardy, 1944 — Неарктика, Неатропика, 43 видов[9].
  - Cyrtosathe Winterton & Metz, 2005  — Намибия, 1 вид[10].
  - Heteromphrale Kröber, 1937 — Неатропика, 2 вида[11].
  - †Eocenotrichia Garrouste, Azar, & Nel, 2016 — эоцен, Франция, 1 вид[12].
  - Iranotrichia Winterton & Gharali, 2011 — Иран, 2 вида[4].
  - Irwiniana  Kelsey, 1971 — Неатропика, 3 вида[13].
  - Kelseyana Winterton & Gharali, 2011 (= Caenoneura Kirby, 1890) — Испания, Египет, 2 вида[4][14].
  - Metatrichia Coquillett, 1900 — Космополит, 14-17 видов[15][16].
  - Neopseudatrichia Kelsey, 1969 — Австралия, 5 видов[17].
  - Paramonova Kelsey, 1970 — Австралия, 17 видов[17].
  - Paratrichia Kelsey, 1969 — Австралия, 3 вида[17].
  - Prepseudatrichia Kelsey, 1969 — Таиланд, Афротропика, Палеарктика, 5 видов[18].
  - Propebrevitrichia Kelsey, 1969 — южная Афротропика, 15 видов[16][19].
  - Pseudatrichia Osten Sacken, 1877 — Неарктика, 39 видов[20].
  - Pseudomphrale Kröber, 1913 — Палеарктика, 6 видов[14].
  - Riekiella Paramonov, 1955 — Австралия, 25 видов[17].
  - Scenopinus Latreille, 1802 — Космополит, 195 видов[16].
  - Seguyia Kelsey, 1980 (=Seguyella Kelsey, 1969) — Палеарктика, Афротрпика, Ориетнальная область, 6 видов[16].
  - Stenomphrale Kröber, 1937 — Египет, 1 вид[14].